# 畢佐周
畢佐周（？—？），字嵩高，河南汝宁府光山縣軍籍。

## 生平
万历四十一年（1613年）癸丑科進士，授茌平县知县，爱士育民，循声大著。天啓元年正月考选，授试御史，三月补江西道御史，疏请奉圣夫人客氏当出宫就外宅，出按广西，整饬纲纪，所部肅然。以擅挞指挥，被弹劾，后致仕归，邑南泼陴水阻行人，佐周捐建万金桥，远近德之。崇祯十四年辛巳（1641年）张献忠攻城，与举人胡觐分守南门，多方捍御，擒杀甚众，贼深憾之，乘夜袭入北门，胡觐被俘杀。